# Jeff Brooks (acteur)
Pour les articles homonymes, voir James Brooks et Brooks.
Jeff Brooks est un acteur canadien né le 7 avril 1950 à Vancouver (Canada).

## Filmographie
- 1987 : Le Secret de mon succès (The Secret of My Succe$s) : Executive
- 1990 : Le Bûcher des vanités (The Bonfire of the Vanities) : Bondsman
- 1988 : Almost There! (série TV) : Jonathan Harlow / MacCracken (1990-1992)
- 1992 : Barney (Barney & Friends) (série TV) : B.J.
- 1994 : The Cosby Mysteries (TV) : Lewis Frank, DDS
- 1994 : L'Amour en équation (I.Q.) : Reporter
- 1995 : Sauvez Willy 2 (Free Willy 2: The Adventure Home) : Protester
- 1998 : Barney's Great Adventure de Steve Gomer
- 2001 : The Boys of Sunset Ridge : Richard Belfry-Marshall